# Sam Boon
Sam Boon (Hem, 13 februari 1992) is een Nederlands marathonschaatser uit Hem. Zijn oom Frans Boon was in de jaren 80 eveneens een bekende marathonschaatser.
Hij heeft in 2013 de opleiding Sport- en Bewegingscoördinator MBO niveau 4 aan het Horizon College in Alkmaar afgerond met als uitstroomrichting Operationeel Sport- en Bewegingsmanager (MA).
Hij is pas na de bouw van ijsbaan De Westfries in Hoorn op 15-jarige leeftijd begonnen met schaatsen, waarna het snel is gegaan met zijn schaatscarrière. In het seizoen 2011-2012 wist hij onder andere de eindoverwinning in de strijd om de FlevObokaal op ijsbaan FlevOnice in Biddinghuizen voor zich op te eisen. Dit is extra bijzonder omdat hij in 2010 een half jaar heeft moeten revalideren door een rugblessure.
De schaatser vestigde in het seizoen 2012-2013 flink de aandacht op zich door als nieuwkomer in het schaatspeloton van de 1e Divisie onmiddellijk hoge klasseringen te behalen. Hoogtepunt in zijn nog prille schaatscarrière is de 3e plaats op het Open Nederlands Kampioenschap Marathonschaatsen op Natuurijs 2014 op 29 januari 2014 op de Weissensee, Oostenrijk. Daarnaast pakte hij in het schaatsseizoen 2012-2013 de eindoverwinning in zowel het jongerenklassement (witte pak) als het algemeen klassement (oranje pak) van de 1e Divisie.
In het seizoen 2011-2012 schaatste hij als C-rijder in het 6-Banen Toernooi voor De Goudse.
In het seizoen 2012-2013 schaatste hij als B-rijder voor BOLA Tulpenveredelingen uit Hem en subsponsor Laan Kozijnen uit Andijk. Sinds het seizoen 2013-2014 kwam hij in de Topdivisie uit voor het Primagaz-Telstar Megastores schaatsteam, waarbij de naam van de ploeg in het seizoen 2014-2015 gewijzigd is in Husqvarna/Primagaz schaatsteam. In het seizoen 2015-2016 komt hij uit voor het team van AB Vakwerk.

## Resultaten
2014
- 3e plaats Open Nederlands Kampioenschap Marathonschaatsen op Natuurijs 2014 op 29 januari 2014 te Weissensee, Oostenrijk.

2013
- Eindwinnaar algemeen klassement (oranje pak) en jongerenklassement (witte pak) KPN Marathon Cup 2012-2013 1e Divisie

2012
- Eindwinnaar algemeen klassement FlevObokaal 2011-2012 C1